# Basketball Association of America
La Basketball Association of America (BAA) -Asociación de Baloncesto de Estados Unidos- fue una liga profesional de baloncesto en América del Norte, fundada en 1946. La liga se fusionó con la National Basketball League (NBL) en 1949, formando la National Basketball Association (NBA). Philadelphia Warriors se proclamó campeón de la BAA en la temporada inaugural en 1947, seguido por Baltimore Bullets y Minneapolis Lakers en 1948 y 1949 respectivamente. Seis equipos de la BAA aún permanecen activos en la NBA. La temporada inaugural de la BAA comenzó con once equipos, descendiendo a ocho en la temporada siguiente y expandiéndose a doce en la 1948-49.  

## Historia

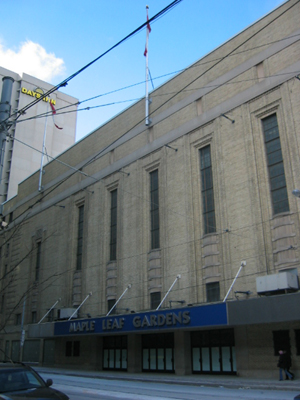
En el Maple Leaf Gardens se disputó el primer partido de la BAA.

Walter Brown, propietario del Boston Garden, creía que los principales pabellones de hockey sobre hielo, que prácticamente no recibían aficionados cada noche, podrían acoger partidos de baloncesto los días que no estuvieran ocupados por el hockey. Para poner esta teoría a la práctica, el 6 de junio de 1946 en Nueva York se fundó la BAA. Maurice Podoloff, que ocupaba el puesto de presidente de la American Hockey League, fue nombrado presidente de la BAA, convirtiéndose en la primera persona en ocupar dicho cargo simultáneamente en dos ligas profesionales. Joseph Carr ya había sido presidente de la American Basketball League desde 1925 hasta 1928 mientras supervisaba la National Football League, aunque las temporadas de la NFL y ABL no coincidían.
Los propietarios de la BAA, más acostumbrados al mundo de los negocios, tenían poca experiencia en dirigir un equipo de baloncesto. La liga comenzó con once equipos, y cada uno disputó 60 partidos durante la temporada regular. Los playoffs y las Finales determinarían el campeón de liga. Al igual que ocurría en la Major League Baseball, ningún equipo contrataba a jugadores afroestadounidenses.
Aunque anteriormente hubo varios intentos de crear una liga profesional de baloncesto, incluida la American Basketball League (ABL) y la NBL, la BAA fue la primera que pretendió jugar principalmente en grandes pabellones en las principales ciudades, como en el Madison Square Garden y el Boston Garden. En sus inicios, la calidad de juego de la BAA no fue mucho mejor que las otras ligas de la competencia o que la de equipos independientes como los Harlem Globetrotters. Por ejemplo, los títulos de 1948 y 1949 fueron ganados por equipos que jugaron en otras ligas el año anterior, Baltimore Bullets en 1948 y Minneapolis Lakers en 1949 respectivamente.

### Temporada 1946–47
El 1 de noviembre de 1946, en el Maple Leaf Gardens en Toronto, los Toronto Huskies recibieron a los New York Knickerbockers, en el que es reconocido por la NBA como el primer partido oficial de la liga. En el partido inaugural de la BAA, el jugador de los Knickerbockers Ossie Schectman anotó la primera canasta de la historia de la liga.
La liga comenzó con once equipos divididos en dos divisiones, la División Este y la División Oeste. Cada equipo disputó 60 o 61 partidos de temporada regular. Los tres mejores equipos de cada división avanzaron a los playoffs. Los ganadores de cada división recibiieron una exención y se clasificaron directamente a las semifinales, mientras que los segundos y terceros de cada división compitieron al mejor de tres partidos en los cuartos de final y semifinales. El campeón de la División Este, los Washington Capitols, que lograron la mejor marca de la temporada con 49 victorias, derrotaron a los Chicago Stags, vencedor de la División Oeste, en las semifinales al mejor de siete partidos. Los Stags se clasificaron a las Finales junto con los Philadelphia Warriors, que eliminaron a los New York Knickerbockers en la otra semifinal. Las series finales se disputaron al formato del mejor de siete partidos. Los Warriors ganaron el primer campeonato de la BAA por 4–1.
El primer año dio comienzo con varios problemas. En pabellones compartidos con equipos de hockey, algunos propietarios de los pabellones ordenaban poner simplemente una lámina de madera sobre el hielo, lo que causaba que muchos partidos tuviesen que ser cancelados por la cantidad de charcos que había sobre el suelo. Además, algunos pabellones no contaban con calefacción, y era común ver a los aficionados con mantas en las gradas y a los jugadores usar guantes. La asistencia a las canchas era de 3.000 espectadores por partido. Debido a que en ocasiones los equipos mantenían la posesión del balón durante largos periodos del partido, los propietarios propusieron que los encuentros tuviesen una duración de 60 minutos, con "turnos" donde cada equipo pudiese tener el balón durante ciertos periodos de tiempo. Además, los equipos tenían serios problemas financieros, a pesar de que los aficionados querían las evoluciones de las antiguas estrellas universitarias en el baloncesto profesional.
El objetivo de la BAA desde un principio era el de ser considerada una liga principal en el deporte profesional. A diferencia de los de su rival, la National Basketball League, los partidos de la BAA eran de 48 minutos de duración en vez de 40, y los jugadores eran expulsados de los encuentros cuando cometían la sexta falta, mientras que en la NBL se eliminaban con cinco faltas. Los propietarios de los equipos de la NBL abogaban por mantener buenas relaciones con la BAA y pensaban que las dos ligas podían vivir en armonía. No obstante, algunos jugadores de la NBL se cambiaron a la BAA.

### Temporada 1947–48
Antes de que comenzara la temporada, Cleveland Rebels, Detroit Falcons, Pittsburgh Ironmen y Toronto Huskies desaparecieron, dejando a la BAA con sólo siete equipos. Baltimore Bullets se unió a la liga procedente de la ABL, y fue asignado a la División Oeste junto con Washington Capitols. El 1 de julio de 1947, la BAA organizó su primer draft. Durante la temporada, cada equipo jugó 48 partidos de liga regular; Philadelphia Warriors ganó la División Este, y St. Louis Bombers hizo lo propio en la Oeste.
Los playoffs de 1948 siguieron el mismo formato que el año anterior. El campeón del Este, los Warriors, superó al campeón del Oeste, los Bombers. En las Finales, los Bullets derrotaron a los Warriors por 4–2.

### Temporada 1948–49
Antes del comienzo de la última temporada de la liga, cuatro equipos de la NBL se unieron a la BAA; Fort Wayne Pistons, Indianapolis Jets, Minneapolis Lakers y Rochester Royals. Gracias a ello, la BAA se nutrió de talento renovado y el pívot George Mikan se convirtió en la nueva estrella de la BAA. Con doce equipos, la liga fue reestructurada en dos divisiones de seis equipos cada una. Cada equipo disputó 60 partidos de temporada regular. La División Este fue liderada por Washington Capitols con 38 victorias, mientras que el Oeste fue dominado por dos nuevos equipos, los Royals y los Lakers con 45 y 44 victorias respectivamente.
Los playoffs de 1949 se expandieron a ocho equipos. Los cuatro mejores equipos de cada división disputaron las semifinales de división, y los ganadores avanzaron a las Finales de División. Las semifinales y las finales de división se jugaron al mejor de tres partidos, mientras que las Finales de la BAA se celebraron bajo el formato del mejor de siete partidos. Los Lakers ganaron a los Royals en las Finales del Oeste, y en la otra final, los Capitols superaron a los Knicks. En las Finales de la liga, los Lakers derrotaron a los Capitols por 4–2.

### Fin de la BAA
El 3 de agosto de 1949, la BAA aceptó fusionarse con la NBL, creando la National Basketball Association (NBA). Los seis equipos restantes de la NBL fueron absorbidos por la BAA, que por entonces contaba con diez equipos después de que Indianapolis Jets y Providence Steamrollers desapareciesen antes de la fusión. Indianapolis Olympians, un nuevo equipo que iba a unirse a la NBL, también formó parte de la recién formada liga. En total, la nueva liga reunió a 17 equipos ubicados en una mezcla de ciudades grandes y pequeñas, y principales pabellones y modestos gimnasios. Antes de la fusión, la liga celebró su tercer draft el 21 de marzo, que fue último evento organizado con el nombre de BAA.

## Campeones de la BAA
| Año  | Campeón               | Resultado | Finalista             | Ref.  |
| ---- | --------------------- | --------- | --------------------- | ----- |
| 1947 | Philadelphia Warriors | 4–1       | Chicago Stags         | [ 5 ] |
| 1948 | Baltimore Bullets     | 4–2       | Philadelphia Warriors | [ 6 ] |
| 1949 | Minneapolis Lakers    | 4–2       | Washington Capitols   | [ 7 ] |

## Equipos
| ^ | Franquicia que actualmente juega en la NBA |

| Equipo                   | Ciudad                   | Años activo | Temporadas | Victorias-derrotas | Porcentaje de victorias | Apariciones en playoffs | Campeonatos | Ref.   |
| ------------------------ | ------------------------ | ----------- | ---------- | ------------------ | ----------------------- | ----------------------- | ----------- | ------ |
| BAA Buffalo              | Búfalo (Nueva York)      | Ninguno     | 0          | 0–0                | -                       | 0                       | 0           | [ 22 ] |
| BAA Indianapolis         | Indianápolis, Indiana    | Ninguno     | 0          | 0–0                | -                       | 0                       | 0           | [ 22 ] |
| Baltimore Bullets        | Baltimore, Maryland      | 1947–49     | 2          | 57–51              | .528                    | 2                       | 1           | [ 23 ] |
| Boston Celtics^          | Boston, Massachusetts    | 1946–49     | 3          | 67–101             | .399                    | 1                       | 0           | [ 24 ] |
| Chicago Stags            | Chicago, Illinois        | 1946–49     | 3          | 105–64             | .621                    | 3                       | 0           | [ 25 ] |
| Cleveland Rebels         | Cleveland, Ohio          | 1946–47     | 1          | 30–30              | .500                    | 1                       | 0           | [ 26 ] |
| Detroit Falcons          | Detroit, Míchigan        | 1946–47     | 1          | 20–40              | .333                    | 0                       | 0           | [ 27 ] |
| Fort Wayne Pistons^      | Fort Wayne, Indiana      | 1948–49     | 1          | 22–38              | .367                    | 0                       | 0           | [ 28 ] |
| Indianapolis Jets        | Indianápolis, Indiana    | 1948–49     | 1          | 18–42              | .300                    | 0                       | 0           | [ 29 ] |
| Minneapolis Lakers^      | Minneapolis, Minnesota   | 1948–49     | 1          | 44–16              | .733                    | 1                       | 1           | [ 30 ] |
| New York Knickerbockers^ | Nueva York               | 1946–49     | 3          | 91–77              | .542                    | 3                       | 0           | [ 31 ] |
| Philadelphia Warriors^   | Filadelfia, Pensilvania  | 1946–49     | 3          | 90–78              | .536                    | 3                       | 1           | [ 32 ] |
| Pittsburgh Ironmen       | Pittsburgh, Pensilvania  | 1946–47     | 1          | 15–45              | .250                    | 0                       | 0           | [ 33 ] |
| Providence Steamrollers  | Providence, Rhode Island | 1946–49     | 3          | 46–122             | .274                    | 0                       | 0           | [ 34 ] |
| Rochester Royals^        | Rochester, Nueva York    | 1948–49     | 1          | 45–15              | .750                    | 1                       | 0           | [ 35 ] |
| St. Louis Bombers        | San Luis, Misuri         | 1946–49     | 3          | 96–73              | .568                    | 3                       | 0           | [ 36 ] |
| Toronto Huskies          | Toronto, Ontario         | 1946–47     | 1          | 22–38              | .367                    | 0                       | 0           | [ 37 ] |
| Washington Capitols      | Washington D. C.         | 1946–49     | 3          | 115–53             | .685                    | 3                       | 0           | [ 38 ] |

1. 1 2  No afiliado con los actuales Washington Wizards, que fueron conocidos como Baltimore Bullets desde 1963 hasta 1973.
2. ↑  Conocido como Detroit Pistons desde 1957.
3. ↑  Conocido como Los Angeles Lakers desde 1960.
4. ↑  Conocido como Golden State Warriors desde 1971.
5. ↑  Conocido como Sacramento Kings desde 1985.

## Clasificaciones

### Temporada 1946–47

#### División Este
| Equipo                  | V  | D  | %    | DIF. |
| ----------------------- | -- | -- | ---- | ---- |
| Washington Capitols     | 49 | 11 | .817 | –    |
| Philadelphia Warriors   | 35 | 25 | .583 | 14   |
| New York Knicks         | 33 | 27 | .550 | 16   |
| Providence Steamrollers | 28 | 32 | .467 | 21   |
| Boston Celtics          | 22 | 38 | .367 | 27   |
| Toronto Huskies         | 22 | 38 | .367 | 27   |

#### División Oeste
| Equipo             | V  | D  | %    | DIF. |
| ------------------ | -- | -- | ---- | ---- |
| Chicago Stags      | 39 | 22 | .639 | –    |
| St. Louis Bombers  | 38 | 23 | .623 | 1    |
| Cleveland Rebels   | 30 | 30 | .500 | 8½   |
| Detroit Falcons    | 20 | 40 | .333 | 18½  |
| Pittsburgh Ironmen | 15 | 45 | .250 | 23½  |

### Temporada 1947–48

#### División Este
| Equipo                  | V  | D  | %    | DIF. |
| ----------------------- | -- | -- | ---- | ---- |
| Philadelphia Warriors   | 27 | 21 | .563 | –    |
| New York Knicks         | 26 | 22 | .542 | 1    |
| Boston Celtics          | 20 | 28 | .417 | 7    |
| Providence Steamrollers | 6  | 42 | .125 | 21   |

#### División Oeste
| Equipo              | V  | D  | %    | DIF. |
| ------------------- | -- | -- | ---- | ---- |
| St. Louis Bombers   | 29 | 19 | .604 | –    |
| Baltimore Bullets   | 28 | 20 | .583 | 1    |
| Chicago Stags       | 28 | 20 | .583 | 1    |
| Washington Capitols | 28 | 20 | .583 | 1    |

### Temporada 1948–49

#### División Este
| Equipo                  | V  | D  | %    | DIF. |
| ----------------------- | -- | -- | ---- | ---- |
| Washington Capitols     | 38 | 22 | .633 | –    |
| New York Knicks         | 32 | 28 | .533 | 6    |
| Baltimore Bullets       | 29 | 31 | .483 | 9    |
| Philadelphia Warriors   | 28 | 32 | .467 | 10   |
| Boston Celtics          | 25 | 35 | .417 | 13   |
| Providence Steamrollers | 12 | 48 | .200 | 26   |

#### División Oeste
| Equipo             | V  | D  | %    | DIF. |
| ------------------ | -- | -- | ---- | ---- |
| Rochester Royals   | 45 | 15 | .750 | –    |
| Minneapolis Lakers | 44 | 16 | .733 | 1    |
| Chicago Stags      | 38 | 22 | .633 | 7    |
| St. Louis Bombers  | 29 | 31 | .483 | 16   |
| Fort Wayne Pistons | 22 | 38 | .367 | 23   |
| Indianapolis Jets  | 18 | 42 | .300 | 27   |

## Premios
El mejor quinteto de la BAA es un reconocimiento anual que la BAA otorgaba a los mejores jugadores de la liga después de cada temporada. El equipo consistía de dos quintetos con cinco jugadores cada uno. Los jugadores eran seleccionados independientemente de su posición en la pista.
| *           | Denota que el jugador ha sido incluido en el Basketball Hall of Fame |
| Jugador (X) | Denota el número de veces que el jugador ha sido seleccionado        |

| Temporada | Primer quinteto   | Primer quinteto       | Segundo quinteto | Segundo quinteto        |
| Temporada | Jugadores         | Equipos               | Jugadores        | Equipos                 |
| --------- | ----------------- | --------------------- | ---------------- | ----------------------- |
| 1946-47   | Joe Fulks*        | Philadelphia Warriors | Ernie Calverley  | Providence Steamrollers |
| 1946-47   | Bob Feerick       | Washington Capitols   | Frank Baumholtz  | Cleveland Rebels        |
| 1946-47   | Stan Miasek       | Detroit Falcons       | Johnny Logan     | St. Louis Bombers       |
| 1946-47   | Bones McKinney    | Washington Capitols   | Chick Halbert    | Chicago Stags           |
| 1946-47   | Max Zaslofsky     | Chicago Stags         | Fred Scolari     | Washington Capitols     |
| 1947-48   | Joe Fulks* (2)    | Philadelphia Warriors | Johnny Logan (2) | St. Louis Bombers       |
| 1947-48   | Max Zaslofsky (2) | Chicago Stags         | Carl Braun       | New York Knicks         |
| 1947-48   | Ed Sadowski       | Boston Celtics        | Stan Miasek (2)  | Detroit Falcons         |
| 1947-48   | Howie Dallmar     | Philadelphia Warriors | Fred Scolari (2) | Washington Capitols     |
| 1947-48   | Bob Feerick (2)   | Washington Capitols   | Buddy Jeannette* | Baltimore Bullets       |
| 1948-49   | George Mikan*     | Minneapolis Lakers    | Arnie Risen*     | Rochester Royals        |
| 1948-49   | Joe Fulks* (3)    | Philadelphia Warriors | Bob Feerick (3)  | Washington Capitols     |
| 1948-49   | Bob Davies*       | Rochester Royals      | Bones McKinney   | Washington Capitols     |
| 1948-49   | Max Zaslofsky (3) | Chicago Stags         | Ken Sailors      | Providence Steamrollers |
| 1948-49   | Jim Pollard*      | Minneapolis Lakers    | Johnny Logan (3) | St. Louis Bombers       |